# Rosario Norte - Cañada de Gomez
El servicio Rosario Norte - Cañada de Gómez  fue un servicio ferroviario metropolitano que conectaba el barrio céntrico de Pichincha en la ciudad de Rosario con la localidad de Cañada de Gómez en la Provincia de Santa Fe, Argentina, uniendo toda el sector oeste del Área Metropolitana Rosario.

## Estaciones
| Servicio urbano Rosario Norte - Cañada de Gomez | Servicio urbano Rosario Norte - Cañada de Gomez | Servicio urbano Rosario Norte - Cañada de Gomez | Servicio urbano Rosario Norte - Cañada de Gomez | Servicio urbano Rosario Norte - Cañada de Gomez |
| Estación                                        | Kilómetro                                       | Cantidad de andenes                             | Distrito                                        | Notas |
| ----------------------------------------------- | ----------------------------------------------- | ----------------------------------------------- | ----------------------------------------------- | --- |
| Rosario Norte                                   | 1.8                                             | 6                                               | Departamento Rosario                            | Cabecera final del servicio interurbano a Retiro e intermedia a Córdoba Mitre y Tucumán. Antigua cabecera intermedia a Estación Rosario Central y Puerto de Rosario |
| Antártida Argentina                             | 9.6                                             | 2                                               | Departamento Rosario                            | En 1888 el Ferrocarril Central Argentino adoptó dos medidas concomitantes e importantes para el futuro nacimiento y desarrollo del barrio Fisherton. La primera es el tendido de una doble vía entre la estación terminal Rosario Central y la estación Tortugas.                                              |
| Funes                                           | 16,4                                            | 3                                               | Departamento Rosario                            | En 2007 se convirtió en museo, denominado como Museo Ferroviario y de la Ciudad de Funes «Juan Murray» más conocido como «Museo Murray», para relatar los orígenes y la evolución de la ciudad desde 1875 y los antecedentes de la locomotora a vapor.                                                         |
| Roldán                                          | 25,6                                            | 2                                               | Departamento San Lorezo                         | Tras 44 años de que fuera cerrada, esta estación fue seleccionada para ser parada intermedia del futuro servicio de pasajeros entre Rosario Norte y Cañada de Gómez, que se espera que comience a fines de diciembre de 2021. A fines de marzo de 2022.                                                        |
| San Gerónimo                                    | 36,7                                            | 2                                               | Departamento San Jerónimo                       | Se encuentra actualmente con operaciones de pasajeros, por sus vías transitan los servicios Retiro-Córdoba de la empresa estatal Trenes Argentinos Operaciones, aunque no hace parada en esta. |
| Carcarañá                                       | 48,6                                            | 2                                               | Departamento San Lorenzo                        | La estación corresponde al Ferrocarril General Bartolomé Mitre de la red ferroviaria argentina. Hoy está concesionada a la empresa de cargas Nuevo Central Argentino (NCA). |
| Correa                                          | 58,5                                            | 2                                               | Departamento Iriondo                            | Desde el 5 de agosto de 2022, es parada intermedia del servicio metropolitano de pasajeros entre Rosario Norte y Cañada de Gómez. |
| Cañada de Gómez                                 | 58,5                                            | 2                                               | Departamento Iriondo                            | Desde octubre de 2014 la empresa estatal Trenes Argentinos Operaciones se hace cargo plenamente de este servicio. Se prevé que para fines de diciembre de 2021 se hagan las primeras pruebas para el futuro servicio metropolitano entre Rosario y Cañada de Gómez, siendo esta última, cabecera del servicio. |

## Historia
A mediados del siglo XIX un grupo de inversores ingleses iniciaron la construcción del primer ramal de ferrocarriles de larga distancia de Argentina uniendo Rosario y Córdoba. La empresa Central Argentino, lanzaba su primer servicio de cercanías uniendo la estación Rosario Central y Cañada de Gómez, que funcionó durante 111 años por manos privadas y luego estatales en su nacionalización en 1948.
Finalmente en 1977 el durante la Dictadura Militar argentina, el gobierno decidió darle de baja al servicio junto con otros ramales ferroviarios apabullados por una creciente crisis que sufría la empresa estatal Ferrocarriles Argentinos. 
La línea fue reemplazada por diferentes empresas de Ómnibus que debido a sus altos costos de viajes y su largo tiempos de viajes con respecto al tren mucho de sus pasajeros decidieron comprar un automóvil, fenómeno que venía ocurriendo en Estados Unidos y gran parte de América Latina desde los años 60 con el fuerte puje de la industria automotriz. Los jóvenes decidieron mudarse al centro de Rosario o barrios más cercanos a las universidades y centros industriales dejando una desaceleración poblacional y fuertes impactos económicos en las localidades más alejadas.
A fines del milenio y con la desaparición de los servicios ferroviarios de pasajeros en la Provincia de Santa Fe, la estación Rosario Central es desmantelada y convertida en un galpón de juegos para niños. La zona portuaria es mudada hacia el sur y toda la costa es convertida es grandes parques, paseos y áreas comerciales. En 1998, las vías entre Rosario Central y Rosario Norte. son levantadas hasta la última estación mencionada.

## Estado Actual
En el año 2021 y luego de 20 años de lucha de asociaciones civiles, diferentes ONG, e intentos políticos por regresar el tren el secretario de transporte de la nación Diego Giuliano y el presidente de la nueva empresa estatal Trenes Argentinos, Martin Marinucci, prometió una inversión de 997 millones de pesos para la restauración del ramal y prueba de la línea.
Un año después y luego de varias inauguraciones, finalmente el 5 de agosto de 2022 fue puesto en marcha una locomotora EMD GT22 modelo 1997 de origen canadiense y tres coches chinos de larga distancia como prueba durante un año, además de un coche generador. Otras locomotoras que también prestan servicio son las CNR CKD de origen chino. 
Se estima que viajaron más de 1000 personas en la primera semana de prestación regular y luego de algunos meses de plena operación se llegaron a registrar hasta 10.000 pasajeros pagos al mes, con más de 8.000 en promedio mensual, según se informó. También se estudió una segunda formación con un servicio corto a la localidad de Roldan, pero nunca se implementó.
El servicio permanece suspendido desde noviembre de 2023, luego de un accidente que dañó los coches asignados, quedándose sin unidades de reserva para operar. Esta interrupción es la más prolongada desde su reinauguración, y no hay fecha estimada de reactivación. Aunque hay reclamos activos para su restitución, la recuperación depende de reparaciones del material rodante o la asignación de nuevas unidades. Sin una intervención urgente y decidida por parte del Estado, el ramal corre riesgo de estar inoperativo prolongadamente o incluso desaparecer nuevamente.